# 定康王
定康王（ていこうおう、生年不詳 - 887年7月28日）は、新羅の第50代の王（在位 : 886年 - 887年）であり、姓は金、諱は晃（こう）。第48代景文王の次男であり、先代の憲康王の同母弟。母は第47代憲安王の娘の文懿王后。886年7月5日に先代の憲康王が死去し、その子ども（後の孝恭王）がまだ1歳に満たなかったので、王弟の晃が王位に就いた。

## 治世
先代の憲康王に倣うように、887年1月に皇龍寺で百高座を設け、王自らも行幸して講義を聞いた。同月、漢州（京畿道広州市）の伊飡（2等官）の金蕘（きんじょう）が反乱を起こし、王は派兵して金蕘を誅殺させた。
乱の平定の後、5月に王は病を得て倒れた。その際に「自分には嗣子がおらず、妹（後の真聖女王）が聡明であるので王位につけるように」と遺言し、7月5日に死去した。定康王と諡されて菩提寺（慶尚北道慶州市排盤洞の西南部）の東南に埋葬されたといい、その陵墓は慶州市南山洞の史跡第186号が比定されている。